# Parforhold
Et parforhold er et længerevarende kærlighedsforhold og mellemmenneskeligt forhold mellem 2 mennesker som kan bo eller som ikke bor sammen.
Efter to år får et parforhold betydning i visse juridiske anliggender.